# Shelly Gotlieb
Shelly Gotlieb (ur. 28 lipca 1980 w Ohakune) – nowozelandzka snowboardzistka, brązowa medalistka mistrzostw świata.

## Kariera
Po raz pierwszy na arenie międzynarodowej pojawiła się 3 września 2008 roku w Cardronie, gdzie w zawodach Australia New Zealand Cup zajęła ósme miejsce w slopestyle'u. W zawodach Pucharu Świata zadebiutowała 26 lutego 2012 roku w Stoneham, zajmując piąte miejsce w tej samej konkurencji. Tym samym już w swoim debiucie wywalczyła pierwsze pucharowe punkty. Nigdy nie stanęła na podium zawodów pucharowych. Najlepsze wyniki osiągnęła w sezonie 2011/2012, kiedy to zajęła 25. miejsce w klasyfikacji generalnej AFU, a w klasyfikacji slopestyle'u była piąta.
Największy sukces w karierze osiągnęła w 2011 roku, kiedy zdobyła brązowy medal w swej koronnej konkurencji podczas mistrzostw świata w La Molina. W zawodach tych wyprzedziły ją jedynie Enni Rukajärvi z Finlandii i Czeszka Šárka Pančochová. Była też siódma w slopestyle'u na mistrzostwach świata w Stoneham dwa lata później. Brała też udział w igrzyskach olimpijskich w Soczi w 2014 roku, kończąc rywalizację na piętnastej pozycji.
W 2014 roku zakończyła karierę.

## Osiągnięcia

### Igrzyska olimpijskie
| Miejsce | Dzień    | Rok  | Miejscowość | Konkurencja | Zwyciężczyni   |
| ------- | -------- | ---- | ----------- | ----------- | -------------- |
| 15.     | 9 lutego | 2014 | Soczi       | Slopestyle  | Jamie Anderson |

### Mistrzostwa świata
| Miejsce | Dzień       | Rok  | Miejscowość | Konkurencja | Zwyciężczyni    |
| ------- | ----------- | ---- | ----------- | ----------- | --------------- |
| 3.      | 22 stycznia | 2011 | La Molina   | Slopestyle  | Enni Rukajärvi  |
| 7.      | 18 stycznia | 2013 | Stoneham    | Slopestyle  | Spencer O’Brien |

### Puchar Świata

#### Miejsca w klasyfikacji generalnej
- sezon 2011/2012: 25.
- sezon 2012/2013: 38.
- sezon 2013/2014: 97.

#### Miejsca na podium
Gotlieb nigdy nie stanęła na podium zawodów PŚ.